# Radical News
Radical News – punkowy zespół założony przez Mirosława Malca, autora tekstów, wokalisty, gitarzysty, basisty, prowadzącego wcześniej punkowe zespoły Zielone Żabki oraz Ga-Ga.
Grupa Radical News początkowo nagrywała dla niezależnego wydawnictwa High Taste. Było to dziesięć utworów wydanych pod tytułem Radykalne Wiadomości i Svobodny Przepływ.
Zespół nie ograniczył się do jednego gatunku, czego konsekwencją był album Radical Sound System wydany we wrześniu 2003 roku przez Lou and Rocked Boys, będący mieszanką reggae, dub, punk i hip-hopu.

## Skład zespołu
- Mirosław Malec – wokal
- Shanti – beat, dubmaster
- Madhava – wokal
- Baku – wokal